# Daleman (Galis)
Daleman is een bestuurslaag in het regentschap Bangkalan van de provincie Oost-Java, Indonesië. Daleman telt 3875 inwoners (volkstelling 2010).